# Dominik Szala
Dominik Jerzy Szala (Katowice, 24 de abril de 2006) es un futbolista polaco que juega de defensa en el Górnik Zabrze de la Ekstraklasa.

## Estadísticas

### Clubes
Actualizado al último partido disputado el 22 de abril de 2025.
| Club                    | Div.          | Temporada     | Liga  | Liga  | Copas nacionales | Copas nacionales | Copas internacionales | Copas internacionales | Total | Total |
| Club                    | Div.          | Temporada     | Part. | Goles | Part.            | Goles            | Part.                 | Goles                 | Part. | Goles |
| ----------------------- | ------------- | ------------- | ----- | ----- | ---------------- | ---------------- | --------------------- | --------------------- | ----- | ----- |
| Górnik Zabrze · Polonia | 1.ª           | 2023-24       | 10    | 0     | 0                | 0                | ―                     | ―                     | 10    | 0     |
| Górnik Zabrze · Polonia | 1.ª           | 2024-25       | 16    | 0     | 1                | 0                | ―                     | ―                     | 17    | 0     |
| Górnik Zabrze · Polonia | Total club    | Total club    | 26    | 0     | 1                | 0                | 0                     | 0                     | 27    | 0     |
| Total carrera           | Total carrera | Total carrera | 26    | 0     | 1                | 0                | 0                     | 0                     | 27    | 0     |